# Toscana di Zevio
Toscana, o Toscana de' Crescenti (Zevio, 1280 circa – Verona, 14 luglio 1343/1344) è stata una religiosa e nobile italiana.

## Biografia

### Dalla nascita al matrimonio
La ricostruzione della vita di Santa Toscana è resa particolarmente complessa dalla discordanza delle fonti a noi pervenute. Secondo la tradizione, Santa Toscana nacque a Zevio, in provincia di Verona, nel 1280. Il paese doveva probabilmente essere uno dei luoghi di villeggiatura della nobile famiglia de' Crescenti, di cui Toscana era un membro, che aveva la residenza principale nei pressi della Chiesa di San Pietro Incarnario, a Verona. Venne fatta sposare ancora molto giovane con un tale Alberto Degli Occhi di Cane, membro di una nobile famiglia zeviana. I due decidono poi di trasferirsi nella città scaligera, in via san Zeno in Monte, nei pressi della chiesa di Santa Maria in Betlemme. 

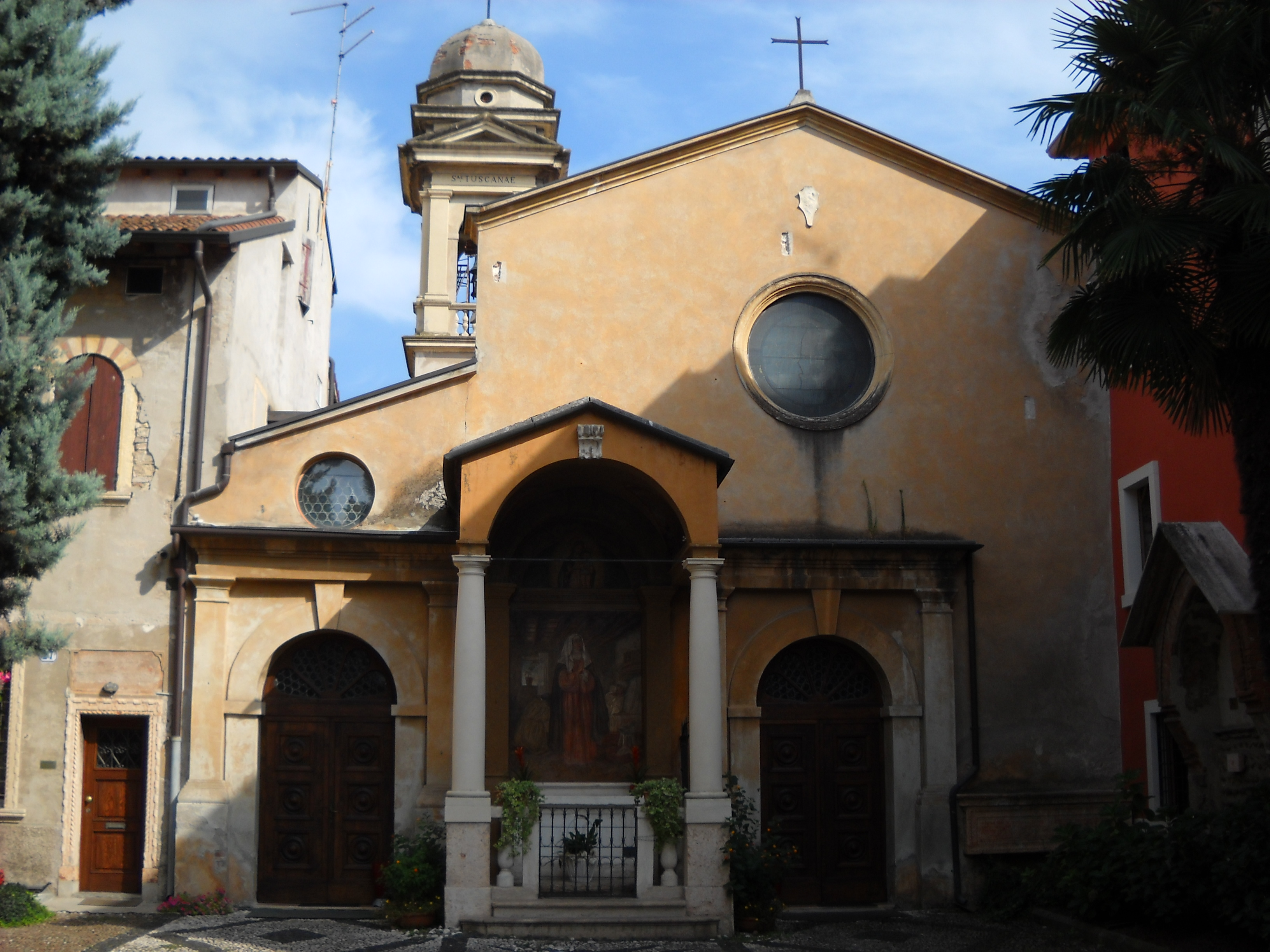
Verona, facciata della Chiesa di Santa Toscana

### Il lutto e le opere di carità
Nonostante Verona fosse governata dal celebre Cangrande della Scala e vivesse il periodo di massimo splendore della signoria scaligera, Toscana rimase colpita dai numerosi casi di miseria e di povertà che affliggevano la città. Per questo motivo, dopo la morte del marito nel 1318, decise di impegnarsi costantemente nel campo dell'assistenza e della carità.
Santa Toscana iniziò così a frequentare sempre più spesso l'Ospitale della Chiesa del Santo Sepolcro, oggi Chiesa di Santa Toscana, sulla strada che proviene da Venezia e nelle vicinanze dell'attuale Porta Vescovo. L'Ospitale, gestito dai cavalieri di San Giovanni Battista dell'Ordine gerosolimitano, dava accoglienza agli ultimi della città e ai pellegrini che percorrevano la via Francigena e la via Burdigalense, diretti a Roma o a Gerusalemme. Attraverso queste opere di carità Toscana maturò il suo desiderio di consacrarsi totalmente a Dio, mettendosi a servizio dei poveri.

### I miracoli e l'ingresso nell'Ordine gerosolimitano
Nell'anno della morte del marito Alberto, ossia il 1318, la tradizione attribuisce a Toscana i due miracoli in vita. In un sacello nella Chiesa delle Sante Teuteria e Tosca è riportata un'iscrizione, oggi non più visibile, che narra la guarigione delle mani di tre giovani, inaridite per volontà divina dopo aver attentato alla vita di Toscana. L'altro miracolo, invece, attesta la resurrezione di tre uomini, morti dopo aver cercato di violare la sua castità e abusare di lei. Tale evento straordinario richiama molto da vicino l'analogo miracolo attribuito a San Martino di Tours. Sempre secondo la tradizione, è dopo questi miracolosi accadimenti, precisamente il 24 marzo 1318, che Toscana decise finalmente di entrare nel ramo femminile dell'Ordine gerosolimitano in qualità di Donata, dedicandosi ai lavori più umili nell'Ospitale. Alcune fonti inoltre narrano che si trasferì ad abitare in una piccola cella all'interno del complesso monastico.

### La morte e la traslazione
Non sappiamo molto del periodo che intercorre tra l'ingresso nella vita religiosa e la morte di Toscana, avvenuta probabilmente il 14 luglio del 1343 o del 1344. La tradizione comunque tramanda che dopo la morte, avvenuta in fama di santità a causa del suo impegno caritativo e dei miracoli a lei attribuiti, fu sepolta nella pubblica strada, davanti all'ingresso dell'Ospitale come ultimo segno di umiltà.
Il 14 luglio, giorno della memoria della morte di Toscana, di un anno a noi ignoto avvenne l'elevatio corporis (trad. lat. "elevazione del corpo"), ossia lo spostamento del corpo dal sepolcro sulla strada, dove probabilmente era posto tra le tombe del cimitero intorno alla chiesa,  all'interno della chiesa del Santo Sepolcro. Nella consuetudine medievale, tale azione consisteva nel vero e proprio atto di canonizzazione di una persona ritenuta santa per decisione unanime di tutto il popolo e quindi degna degli onori degli altari.
Attualmente il corpo di Santa Toscana è custodito in un'arca di marmo rosso di Verona, adorno di una croce melitense, in una cappella laterale a destra della chiesa, sotto la pala quattrocentesca del pittore Liberale da Verona che la raffigura stante su un piedistallo.

## Culto

### Culto a Verona

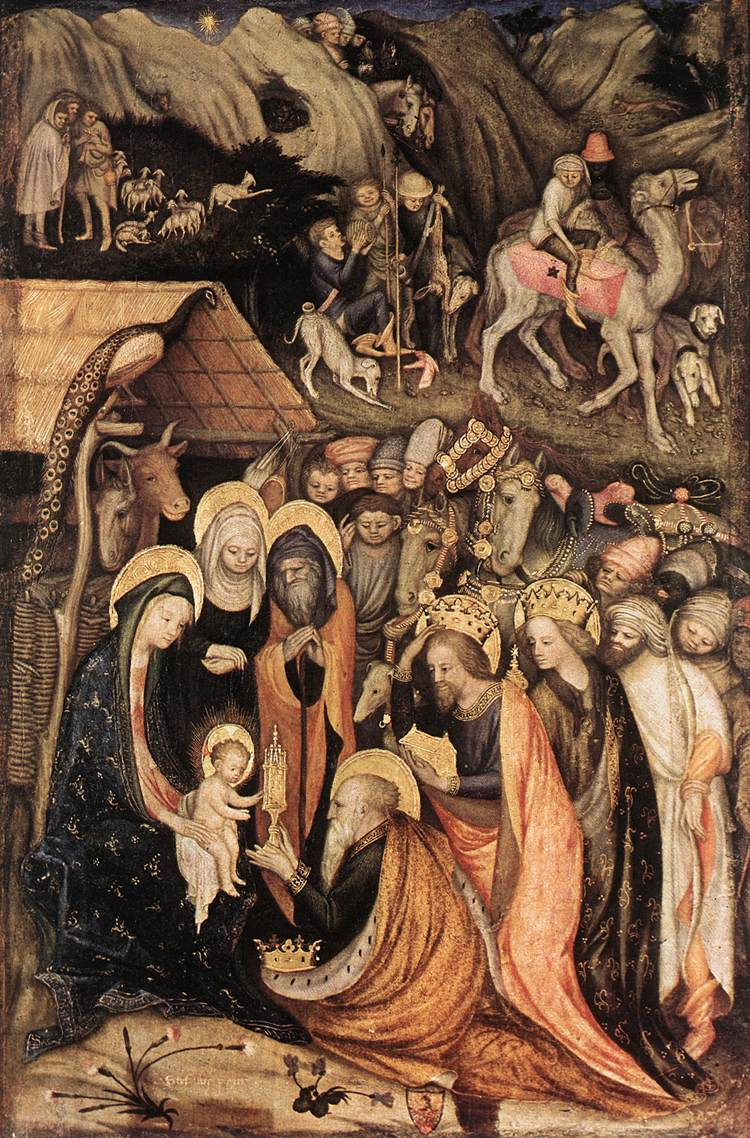
Stefano da Verona, adorazione dei magi, 1434, pinacoteca di Brera. Secondo alcuni critici, la donna tra Maria e Giuseppe potrebbe essere Santa Toscana.

Se da una parte è difficile ricostruire con esattezza storica la vita di Santa Toscana, dall'altra parte è più facile ripercorrere lo sviluppo di un culto che ha raggiunto una certa diffusione nel territorio veronese. La prima fonte a noi pervenuta dell'esistenza di una memoria liturgica celebrata nella diocesi di Verona risale a un lezionario manoscritto del 1373, appartenente al corredo sacro della cattedrale di Santa Maria Matricolare di Verona, andato perduto. Alcuni critici inoltre hanno individuato la prima rappresentazione iconografica di Santa Toscana nel quadro dell'Adorazione dei Magi del pittore Stefano da Verona (o da Zevio), datato al 1434 e conservato nella pinacoteca di Brera.
Il primo biografo fu il monaco benedettino Celso dalle Falci, residente presso il monastero di San Nazaro, che scrisse la sua Vita di Santa Toscana nel 1474. Alcuni anni più tardi, nel 1477, il fabbro-poeta veronese Francesco Corna da Soncino dedicò alcuni suoi versi dell'opera Cantare in lode di Verona sul luogo di sepoltura di Santa Toscana, situato sul lato sinistra della Chiesa del Santo Sepolcro. 
Nel 1484 fu inaugurato il trittico del pittore Liberale da Verona, dipinto per la Chiesa del Santo Sepolcro, in cui è rappresentata Santa Toscana insieme a San Pietro e San Giovanni Battista, patrono dell'Ordine di Malta. Lo stesso pittore la raffigura nuovamente nella pala centrale della cappella Bonaveri collocata nella centralissima Basilica di Santa Anastasia, dove assiste all'elevazione in cielo di Santa Maria Maddalena assieme a Santa Caterina d'Alessandria, la patrona della Lingua d'Italia dell'Ordine melitense. Sullo sfondo è raffigurata la valle dell'Adige, con una chiesa, forse il Santuario della Madonna della Corona, nella versione cinquecentesca dell'edificio, allora di proprietà dell'Ordine di Malta. 
La pala Bonaveri è lodata dal Vasari nelle sue "Vite".
Santa Toscana nei due dipinti è raffigurata come una giovane donna, che porta sul capo un velo bianco e reca in mano un rosario prezioso, composto di grani neri e adornato da una piccola croce d'oro. Nell'altra mano reca un libro di preghiere preziosamente rilegato, segno che Toscana era istruita, cosa non comune per le donne dell'epoca. Indossa la veste monastica nera dell'Ordine melitense, stretta sul fianco da una fascia bianca e coperta da un mantello. La croce bianca dipinta sul fianco destro del manto ha una raffigurazione arcaica, di tipo gotico, che non era in uso all'epoca di Liberale, in quanto l'Ordine di Rodi adottò verso la metà del 1300 come simbolo l'attuale croce di Malta, di forma più geometrica. Probabilmente il pittore prese spunto da raffigurazioni (o miniature, visto che Liberale era anche valente miniaturista) della santa più antiche, che non ci sono pervenute.
Il beato Carlo Steeb raccontò nella sua biografia che l'altare di Santa Toscana nella Chiesa del Santo Sepolcro divenne uno dei suoi privilegiati luoghi di preghiera. Egli infatti giunse a Verona nel 1792 e in questa città maturò la sua conversione dal luteranesimo al cattolicesimo.
Nel 1798, a seguito dell'espulsione dalla città del Sovrano Militare Ordine di Malta ad opera delle leggi Napoleoniche, anche la Chiesa del Santo Sepolcro fu chiusa al pubblico. I fedeli poterono tornare a pregare presso l'altare della santa solo nel 1806 quando la chiesa, ribattezzata "Chiesa di Santa Toscana", divenne una succursale della chiesa parrocchiale dei Santi Nazaro e Celso.

### Culto a Zevio

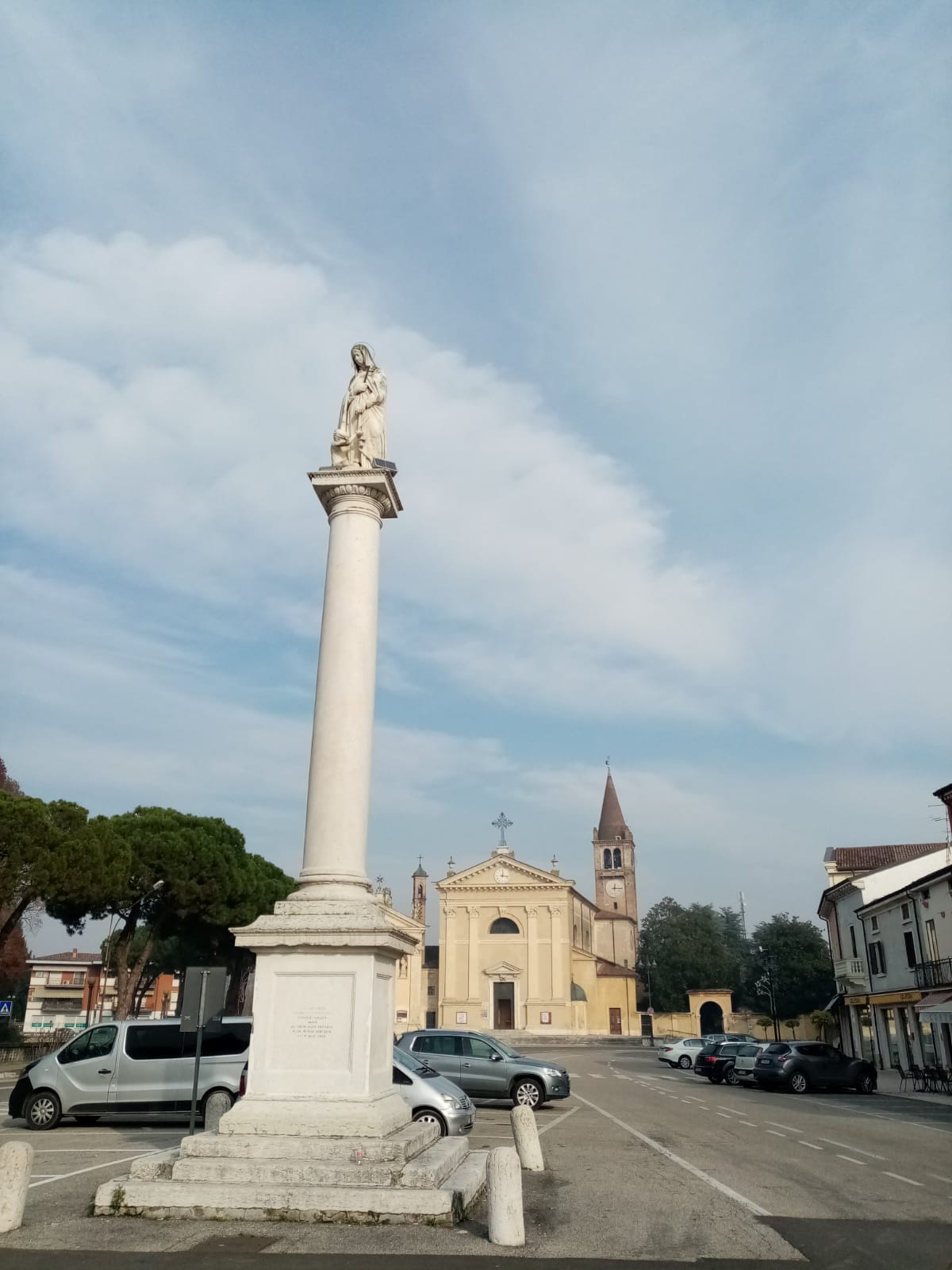
Colonna con la statua di Santa Toscana nella piazza centrale di Zevio. Sullo sfondo, la chiesa parrocchiale dei Santi Pietro e Paolo.

Il culto di Santa Toscana non si è limitato solamente al territorio cittadino, ma ha avuto un notevole sviluppo in particolare a Zevio, luogo tradizionale di nascita della santa. Il primo altare dedicato alla santa nella Chiesa parrocchiale dei Santi Pietro e Paolo del capoluogo, sulla sinistra della grande navata, risale al 1610. Tra il 23 e il 24 giugno 1612 fu celebrata con grande solennità la festa della traslazione delle reliquie della santa presso il nuovo altare. Più precisamente fu trasferito la tibia della gamba destra, giunto a Zevio per opera del parroco Giovanni Franchi da Verona. Ancora oggi, la reliquia è visibile al di sopra dell'altare della santa. Tuttavia, la popolazione zeviana per secoli bramò di poter trasportare l'intero corpo a Zevio. La possibilità si concretizzò nel 1798, al momento della chiusura al culto della Chiesa del Santo Sepolcro. In quel caso addirittura anche la Municipalità di Zevio si mosse, ma la riapertura della chiesa nel 1806 rese vano ogni tentativo.
L'elemento ancora oggi più visibile dell'antico culto della santa a Zevio è la colonna in suo onore, che domina la grande piazza centrale del capoluogo, eretta nel 1832. La grande statua di Santa Toscana, con gli abiti da conversa, fu commissionata allo scultore Grazioso Spazzi e inaugurata nel 1842. L'intero complesso monumentale fu realizzato per volontà dell'allora parroco don Luigi Chiarenzi, fondatore inoltre dell'ospedale a lui intitolato. In tempi più recenti, alla santa è stata dedicata la casa alpina di Spiazzi, fatta costruire dalla parrocchia di Zevio per i soggiorno estivi. Conta circa una cinquantina di posti e venne inaugurata nel 1953. L'edificio, ampiamente rinnovato, si trova a poche centinaia di metri dal celebre santuario della Madonna della Corona, al cui interno sin dal 1912 vi è un altare dedicato a Santa Toscana.

## L'inondazione del 1882
Il culto di Santa Toscana ha ricevuto un notevole impulso nel territorio zeviano a seguito del voto celebrato dalla comunità il 15 ottobre 1882, a ringraziamento per la scampata inondazione del vicino fiume Adige il 20 settembre precedente. L'evento, oltre alla tradizione trasmessa oralmente, è stato narrato dall'allora parroco di Zevio, l'arciprete don Giuseppe Calza:
‹‹Il 17 settembre di quell'anno, l'Adige in piena per le continue e abbondanti piogge, improvvisamente da ambo le parti del suo corso minacciava gravi e grandi pericoli [...]. Riporto una situazione veramente terribile. L'argine per quasi la lunghezza di 300 metri, proprio nel mezzo, già divorato dalle onde, si temeva ormai che non ostacolasse più la violenza dell'acqua. Nonostante il lavoro di tante gente e l'ammasso di materiale d'ogni genere, non si riusciva a nulla. Era ormai la fine. Allora gli zeviani, avviata ogni cosa alla rovina e perduta ogni speranza in un soccorso di umane forze, si misero a correre in folla verso la chiesa parrocchiale e all'altare di Santa Toscana. Esposte le Sante Reliquie, si gettarono sul pavimento e profondamente la pregarono di venire in aiuto dei suoi concittadini e di salvare il paese e la chiesa dall'incombente rovina. E le preghiere non furono vane. L'ansia paurosa cessò il 20 settembre, che era stato ovunque nefasto e in cui si era arrivati al punto culminante del pericolo. Poi il giorno dopo ritornò a brillare la luce amica: le onde minacciose dell'Adige cominciarono a poco a poco a diminuire ed a scorrere nel proprio alveo più tranquille. Gli zeviani per ringraziare Santa oscana di un sì grande beneficio ed esserne riconoscenti, vollero celebrare una grande giornata festiva il 15 ottobre››.
Nel 1982, nel centenario dall'inondazione, nella chiesa parrocchiale fu inaugurata una nuova cappella feriale in onore di Santa Toscana.